# Mercado de arte de Ereván
El Mercado de arte de Ereván también llamado Vernissage de Ereván  (en armenio:  Վերնիսաժ) es un gran mercado al aire libre en Ereván, la capital de Armenia. El nombre del mercado es derivado de la palabra francesa vernissage. El mercado se encuentra a lo largo de las calles Aram y Buzand a una longitud de 600 metros, conecta con la calle Nalbandian y Khanjyan. El mercado ofrece principalmente una colección de diferentes tipos de obras de arte tradicionales armenias.
El Vernissage es una exposición y mercado al aire libre los fines de semana. Se formó durante la década de 1980 por los artistas armenios que comenzaron a mostrar sus obras de arte en la plaza junto a la Unión de Artistas de Armenia (la actual Plaza de Charles Aznavour) . Otros han utilizado el parque junto al Conservatorio Estatal de Komitas para mostrar sus obras. Más tarde, el Vernissage se trasladó al jardín Martiros Saryan en frente de la Casa de la Ópera. La exposición mercado se amplió gradualmente y finalmente se trasladó a las calles Aram y Buzand, comenzando con la estación de metro de Plaza de la República y terminando en la estatua de Vardan Mamikonyan. Sin embargo , los pintores siguen utilizando el parque Saryan para mostrar sus trabajos de pintura.